# Chamba (Himachal Pradesh)
Chamba is een nagar panchayat (plaats) in het district Chamba van de Indiase staat Himachal Pradesh. 

## Demografie
Volgens de Indiase volkstelling van 2001 wonen er 20.312 mensen in Chamba, waarvan 52% mannelijk en 48% vrouwelijk is. De plaats heeft een alfabetiseringsgraad van 81%. 